# كويهايكيو (تشيلي)
كويهايكيو (بالإسبانية: Coyhaique)‏ هي بلدية تقع في تشيلي في Coyhaique Province. يقدر عدد سكانها بـ 53,715 نسمة ومساحتها 7,320.5 كم2 وترتفع عن سطح البحر 302 متر.

## المناخ
يظهر الجدول التالي التغييرات المناخية على مدار السنة لكويهايكيو:
| البيانات المناخية لـكويهايكيو                                                           | البيانات المناخية لـكويهايكيو | البيانات المناخية لـكويهايكيو | البيانات المناخية لـكويهايكيو | البيانات المناخية لـكويهايكيو | البيانات المناخية لـكويهايكيو | البيانات المناخية لـكويهايكيو | البيانات المناخية لـكويهايكيو | البيانات المناخية لـكويهايكيو | البيانات المناخية لـكويهايكيو | البيانات المناخية لـكويهايكيو | البيانات المناخية لـكويهايكيو | البيانات المناخية لـكويهايكيو | البيانات المناخية لـكويهايكيو |
| الشهر                                                                                   | يناير                         | فبراير                        | مارس                          | أبريل                         | مايو                          | يونيو                         | يوليو                         | أغسطس                         | سبتمبر                        | أكتوبر                        | نوفمبر                        | ديسمبر                        | المعدل السنوي                 |
| --------------------------------------------------------------------------------------- | ----------------------------- | ----------------------------- | ----------------------------- | ----------------------------- | ----------------------------- | ----------------------------- | ----------------------------- | ----------------------------- | ----------------------------- | ----------------------------- | ----------------------------- | ----------------------------- | ----------------------------- |
| الدرجة القصوى °م (°ف)                                                                   | 35.6 (96.1)                   | 35.7 (96.3)                   | 31.5 (88.7)                   | 25.2 (77.4)                   | 20.4 (68.7)                   | 18.5 (65.3)                   | 16.2 (61.2)                   | 19.0 (66.2)                   | 23.1 (73.6)                   | 27.5 (81.5)                   | 31.0 (87.8)                   | 32.2 (90.0)                   | 35.7 (96.3)                   |
| متوسط درجة الحرارة الكبرى °م (°ف)                                                       | 19.1 (66.4)                   | 19.8 (67.6)                   | 17.1 (62.8)                   | 13.2 (55.8)                   | 8.9 (48.0)                    | 5.7 (42.3)                    | 5.6 (42.1)                    | 8.2 (46.8)                    | 11.3 (52.3)                   | 13.8 (56.8)                   | 15.8 (60.4)                   | 17.8 (64.0)                   | 13.0 (55.4)                   |
| المتوسط اليومي °م (°ف)                                                                  | 13.7 (56.7)                   | 13.6 (56.5)                   | 11.2 (52.2)                   | 8.1 (46.6)                    | 5.0 (41.0)                    | 2.4 (36.3)                    | 2.0 (35.6)                    | 3.7 (38.7)                    | 6.0 (42.8)                    | 8.5 (47.3)                    | 10.6 (51.1)                   | 12.6 (54.7)                   | 8.1 (46.6)                    |
| متوسط درجة الحرارة الصغرى °م (°ف)                                                       | 8.9 (48.0)                    | 8.5 (47.3)                    | 6.9 (44.4)                    | 4.7 (40.5)                    | 2.3 (36.1)                    | 0.1 (32.2)                    | −0.5 (31.1)                   | 0.8 (33.4)                    | 2.3 (36.1)                    | 4.2 (39.6)                    | 6.0 (42.8)                    | 7.7 (45.9)                    | 4.3 (39.7)                    |
| أدنى درجة حرارة °م (°ف)                                                                 | 0.0 (32.0)                    | −0.2 (31.6)                   | −8.0 (17.6)                   | −8.3 (17.1)                   | −11.0 (12.2)                  | −19.2 (−2.6)                  | −18.0 (−0.4)                  | −13.4 (7.9)                   | −8.8 (16.2)                   | −5.0 (23.0)                   | −4.2 (24.4)                   | −2.3 (27.9)                   | −19.2 (−2.6)                  |
| الهطول مم (إنش)                                                                         | 56.8 (2.24)                   | 44.1 (1.74)                   | 70.9 (2.79)                   | 95.2 (3.75)                   | 113.6 (4.47)                  | 141.5 (5.57)                  | 111.1 (4.37)                  | 103.8 (4.09)                  | 64.6 (2.54)                   | 73.7 (2.90)                   | 56.7 (2.23)                   | 59.9 (2.36)                   | 991.9 (39.05)                 |
| متوسط أيام هطول الأمطار                                                                 | 13                            | 10                            | 12                            | 15                            | 19                            | 18                            | 18                            | 18                            | 14                            | 12                            | 13                            | 12                            | 174                           |
| متوسط الرطوبة النسبية (%)                                                               | 59                            | 60                            | 64                            | 71                            | 80                            | 82                            | 81                            | 74                            | 67                            | 61                            | 59                            | 59                            | 68                            |
| ساعات سطوع الشمس الشهرية                                                                | 251.1                         | 234.5                         | 192.2                         | 144.0                         | 80.6                          | 63.0                          | 83.7                          | 124.0                         | 159.0                         | 207.7                         | 228.0                         | 260.4                         | 2٬028٫2                       |
| ساعات سطوع الشمس اليومية                                                                | 8.1                           | 8.3                           | 6.2                           | 4.8                           | 2.6                           | 2.1                           | 2.7                           | 4.0                           | 5.3                           | 6.7                           | 7.6                           | 8.4                           | 5.6                           |
| المصدر #1: Dirección Meteorológica de Chile (precipitation days and humidity 1970–2000) |                               |                               |                               |                               |                               |                               |                               |                               |                               |                               |                               |                               |                               |
| المصدر #2: Universidad de Chile (sunshine hours only)                                   |                               |                               |                               |                               |                               |                               |                               |                               |                               |                               |                               |                               |                               |

## توأمة
لكويهايكيو (تشيلي) اتفاقيات توأمة مع:
- كومودورو ريفادافيا

## أعلام
- ماكارينا مينه
- دوغلاس تومبكينز